# David Wyss (Theologe)

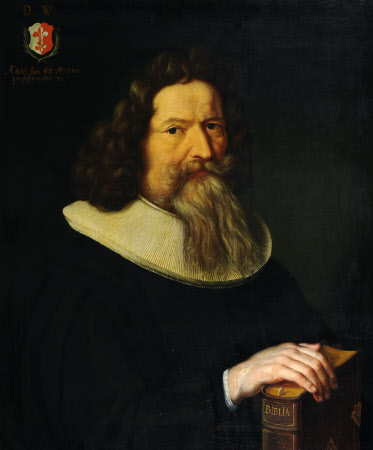
David Wyss, anonymes Porträt (um 1700)

David Wyss, auch David Albinus (* 8. Juli 1632 in Bern; † 26. September 1700 ebenda) war ein Schweizer Theologe und Hochschullehrer.

## Leben

### Familie
David Wyss war der Sohn des Sattlers Kaspar Wyss (* 6. Dezember 1588 in Bern), aus der Familie Wyss mit der Lilie, und dessen Ehefrau Magdalena (* 2. August 1591 in Bern; † 1638), Tochter des Metzgers Kaspar Engimann, er hatte noch elf weitere Geschwister.
Er heiratete am 10. Oktober 1662 in Oulens Esther (* 25. September 1633 in Bern), Tochter des Anton Tribolet, Landvogt von Payerne. Aus der Ehe gingen sieben Kinder hervor.

### Ausbildung
David Wyss immatrikulierte sich zu einem Theologiestudium an der Hohen Schule in Bern und unternahm anschliessend eine Studienreise durch Holland.

### Berufliches Wirken
An der Hohen Schule erhielt David Wyss 1662 eine Anstellung als Professor für Philosophie, dazu 1669 für Hebräisch. 1676 erfolgte seine Ernennung zum Professor für Theologie und nach der Teilung des theologischen Lehrstuhls war er ab 1698 Professor für didaktische Theologie. Zu seinen Schülern gehörte unter anderem Anton Herport.
Von 1662 bis 1669 stand er der Lateinschule sowie von 1669 bis 1676 dem Alumnat der Hohen Schule vor, war Mitglied der Refugiantenkammer und gemeinsam mit Johann Heinrich Schweizer und weiteren in der Religionskommission im sogenannten Pietistenprozess, gegen unter anderem Samuel Güldin, von 1698 bis 1699.

### Theologisches Wirken
David Wyss führte an der Hohen Schule die cartesianische Philosophie ein, die kurz darauf allerdings, auf Veranlassung von Johann Heinrich Hummel, verboten wurde. Er war Mitverfasser der beiden Thesenreihen gegen den Pietismus von 1696 und 1699 und veröffentlichte einen zwölfbändigen Kommentar zu Johannes Wollebs Compendium theologiae christianae.

## Schriften (Auswahl)
- Explicationes systematis theologici D. Wollebii in disputationes distinctae. Bern 1684.